# Aron Wolf
Aron Wolf (ur. w 1876, zm. ?) – lekarz, ordynator szpitala żydowskiego we Lwowie poseł na Sejm RP II kadencji.  
Studia medyczne ukończył w 1900 we Lwowie. Jako poseł objął mandat po zmarłym 1 grudnia 1929 Leonie Reichu, był członkiem Koła żydowskiego. Ofiara Holokaustu wg Jad Waszem.